# Штанге, Александр Генрихович
Александр Генрихович Штанге (13 августа 1854, Могилёв — 13 ноября 1932, станция Минеральные Воды, Северо-Кавказский край) — русский общественный деятель, видный организатор кооперативного движения в Российской империи и СССР, первый председатель совета Всероссийского союза промысловой кооперации в Москве (Всекопромсоюз), организатор Павловской артели металлистов, либеральный народник, титулярный советник.

## Биография
Родился в Могилёве в семье у выходца из обрусевшей немецкой дворянской семьи, управляющего государственными имуществами в Лифляндской губернии, действительного статского советника Генриха Карловича Штанге (1824—1887) и Марии Петровны (урождённой Хмельницкой; †4.10.1902, погр. Тихвинское кладбище, Санкт-Петербург). Воспитывался в семье с сестрой Анной (1865—1936), в замужестве за генерал-лейтенантом Василием Ивановичем Беленченко (1840—1909).
В 1872 году с золотой медалью окончил Рижскую Александровскую гимназию и поступил на физико-математический факультет Санкт-Петербургского университета.
В университете увлёкся народническими идеями, входил в студенческие подпольные кружки. Участвовал в демонстрации 6 декабря 1876 года на площади перед Казанским собором в Санкт-Петербурге («Казанская демонстрация»), но избежал ареста. Организовал депутацию студенческой молодёжи к смертельно больному поэту Н. А. Некрасову с преподнесением адреса от четырёх высших учебных заведений Санкт-Петербурга 3 февраля 1877 года.
В феврале 1877 года вследствие политической неблагонадёжности, выразившейся в участии в студенческих беспорядках и в собирании подписей под адресом Н. А. Некрасову, по соглашению министра внутренних дел империи А. Е. Тимашева с начальником III Отделения Н. В. Мезенцевым выслан под надзор полиции в Ригу, где ранее проживал. Исключён из Петербургского университета. В Риге занимался изучением истории края, печатался в газете «Рижский Вестник».

По ходатайству отца, получил разрешение для поступления в Дерптский университет. Жил под гласным полицейским надзором в Дерпте до сентября 1880 года. Числился вольнослушателем историко-филологического факультета Дерптского университета с января 1879 по февраль 1881 года. Изучал русский язык и литературу и вышел из университета со степенью «кандидата русского языка в особенности и славяноведения вообще». Защитил кандидатскую диссертацию на тему: «Иван Саввич Никитин и его произведения».
В 1879 году женился на Виктории Павловне Мейнгардт (1853-1929), младшей сестре Марии, Анны и Ольги Мейнгард. Развелись в 1885 году.
После переезда из Дерпта в Санкт-Петербург, служил чиновником в счётном отделении Департамента железных дорог. Через сестру жены Анну (по первому мужу Корба) поддерживал связи с Исполнительным комитетом партии «Народная воля», выполнял некоторые поручения. После убийства народовольцами императора Александра II (1 марта 1881) разочаровался в террористических методах борьбы и перешёл в группу либеральных народников.
В том же году вышел в отставку в чине титулярного советника, поселился с семьёй в Туле и устроился преподавателем математики в частной школе-колонии сестры жены Ольги (в замужестве Энгельгардт). В мае 1882 года взял на поруки арестованную полицией за противоправительственную революционную деятельность сестру жены Марию, вследствие чего она была освобождена из-под стражи. В 1884 году познакомился с графом Л. Н. Толстым. Много лет поддерживал с ним переписку.
В середине 1880-х годов в ходе зарубежной поездки встречался с русскими революционерами-эмигрантами. По возвращении в Россию развивал среди радикально настроенной интеллигенции планы созыва «всенародного Земского собора» с целью подготовки широкомасштабных реформ, пытался через министра юстиции Н. А. Манасеина довести эту идею до императора Александра III, но безуспешно. За участие в демонстрации памяти Н. А. Добролюбова на Волковском кладбище в Санкт-Петербурге проходившая 17 ноября 1886 года, вновь отдан под надзор полиции.

## Кооперативная и общественная деятельность
В 1887 году после смерти отца получил наследство и поселился в селе Павлово Горбатовского уезда Нижегородской губернии с намерением объединить местных ремесленников-кустарей в артели по производству металлоизделий. Заведовал Музеем образцов, созданным по инициативе нижегородского отделения Русского технического общества и занимавший книжный шкаф в помещении двухклассного училища.
В 1889 году выступил с докладом о павловских промыслах в кустарном отделении Общества для содействия торговле и промышленности (Санкт-Петербург);, участвовал в работах Вольного экономического общества. С 1890 года назначен секретарём Сергиевского общества трезвости в Павлове.
В том же году, получив от некоторых московских купцов (С. В. Перлова, А. И. Шамшина, С. В. Лепёшкина и др.) ссуду в 500 рублей и заказ московской фирмы «Мюр и Мерилиз» на изготовление партии столовых ножей, организовал вторую в России кустарную артель (первая незадолго до этого была организована в Воткинске) объединявшую ремесленников-металлистов (первоначально в неё входило 10 членов). В 1893 году, по утверждении устава артели, был избран председателем её правления. Финансовую помощь артели оказывал Л. Н. Толстой, А. М. Горький, на протяжении десяти лет основную помощь артели оказывал Сергей Тимофеевич Морозов (брат Саввы Морозова). В начале 1890-х гг. на полученные от матери 3000 рублей на арендованном земельном участке построил мастерские. В 1895 году артель объединяла свыше 50 членов, которые наладили производство перочинных ножей, пчеловодческого инструмента и замков. На Всероссийской художественно-промышленной выставке 1896 года в Нижнем Новгороде продукция артели отмечена Большой серебряной медалью. При артели была создана библиотека-читальня, в 1898 году открыто второе в селе после Сергиевского, общество трезвости, вскоре ставшее своеобразным развлекательно-просветительским клубом, где читались научно-популярные лекции, устраивались любительские спектакли, литературно-музыкальные вечера, детские праздники и др.
В 1901 году был принят министром финансов С. Ю. Витте, по распоряжению которого артели выдана ссуда в 50 000 рублей. За счёт этих средств были построены новые производственные помещения, приобретены станки и оборудование, число членов артели к 1905 году возросло до 150 человек. Во время Первой мировой войны артель получила ссуды от правительства на расширение производства и начала выпуск военной продукции (сапёрных лопат, ножниц для резки проволочных заграждений, хирургического инструмента и т. д.). В 1914 году в артели работало 199 членов, за время войны число работников достигло 600 человек.
После Февральской революции 1917 года был избран членом Павловского временного исполнительного комитета.
С 1918 года работал в кустарном отделе Наркомата земледелия, затем инструктором Главного управления кустарной промышленности (Главкустпром) в Москве, разработал программу развития промысловой кооперации в стране. В 1921 году вернулся в Павлово, где создал союз металлообрабатывающих артелей (Павловский метартельсоюз; устав утверждён Президиумом ВСНХ в ноябре 1921). В 1922 году принимал участие в создании Всероссийского союза промысловой кооперации в Москве (Всекопромсоюз) и был избран первым председателем его совета. В 1923 году вернулся в Павлово. Возглавил Павловскую артель и Павловский метартельсоюз, который к 1926 году объединял 37 артелей. С 1926 председатель советов артели и союза.
В 1926 году привлекался местными органами ОГПУ при СНК СССР к дознанию как «социально-чуждый элемент», но без серьёзных последствий. С 1930 персональный пенсионер.

## Смерть
Длительное время болел стенокардией. Осенью 1932 года выехал на лечение в Ессентуки. Возвращаясь из санатория, скончался на перроне станции Минеральные Воды от сердечного приступа 13 ноября 1932 года. Похоронен в Павлове 24 ноября 1932 года (могила не сохранилась).

## Память
С 1932 года имя А. Г. Штанге носили Павловская артель (в 1939 году переименована в артель имени С. М. Кирова, в дальнейшем — Павловский завод металлоизделий имени С. М. Кирова), дом отдыха промкооперации и техникум в Павлове. Улица в г. Павлово носит имя А. Г. Штанге.